# 용사 (YOASOBI의 노래)
〈용사〉 또는 〈용자〉(일본어: 勇者 유샤[*])는 일본의 음악 유닛 YOASOBI의 노래다. 2023년 9월 29일에 소니 뮤직 엔터테인먼트에서 디지털 발매되었다.

## 배경 및 출시
이 노래는 YOASOBI의 디지털 발매 한정 싱글로서는 〈아이돌〉이래 20번째, 약 5개월만의 발매가 된다. 이 노래는 텔레비전 애니메이션 《장송의 프리렌》의 오프닝 테마가 되었으며, 원작자 야마다 카네히토 감수, 키소 지로가 지은 이 노래의 제작용으로 새로 쓴 소설 《주송》(奏送)을 기초로 제작되었다.
YOASOBI의 두 사람은 원작 만화의 팬으로, 작품을 읽고 있을 때 느꼈던 '항상 감도는 어딘가 쓸쓸한 공기감'이나 '여행을 하면서 프리렌이 모르는 감정을 깨닫는 마음의 움직임' 등을 얼마나 노래에 담을 수 있을지 고집해 본 악곡을 제작했다고 코멘트했다. 2023년 9월 23일에 행해진 텔레비전 애니메이션의 완성 피로 이벤트에서는 YOASOBI로부터의 코멘트 영상이 상영되어 작사·작곡·편곡을 담당한 Ayase는 '프리렌의 감정의 변화와 용사에 대한 생각 등을 스트레이트하게 곡에 담았다'라고 어필했고, ikura는 여행 중에서 변화하는 프리렌에게 마음을 담아 '감정의 기억을 제대로 표현할 수 있으면 좋겠다고 생각합니다'라고 코멘트했다.
2023년 9월 1일, 텔레비전 애니메이션의 오프닝 테마가 YOASOBI의 〈용사〉, 엔딩 테마가 milet의 〈Anytime Anywhere〉가 될 것으로 발표되었다. 또한, 이 노래를 수록한 세 번째 EP인 《THE BOOK 3》가 2023년 10월 4일에 발매된다고 발표했다.
2023년 9월 24일, 텔레비전 애니메이션과 닛폰 TV 계열의 아침 정보 프로그램 《ZIP!》와의 콜라보 특집 〈장송의 프리렌×ZIP! 대망의 애니화! 매력 해부 SP〉가 방송되어, YOASOBI가 본악곡에 담은 생각을 말했다.
2023년 9월 27일, YOASOBI는 본 노래를 같은 달 29일에 디지털 발매하는 것을 발표하고, 재킷을 공개했다. 또한 11월 22일에는 〈勇者〉의 영어 버전인 〈The Brave〉를 디지털 발매하는 것을 발표하고 재킷을 공개했다. 11월 24일에 디지털 발매되었다.

## 뮤직 비디오
이 노래의 뮤직 비디오는 디지털 발매와 같은 날인 2023년 9월 29일 23시 00분에 공개되었다. 뮤직 비디오는 텔레비전 애니메이션 본편과 마찬가지로 매드하우스가 제작했으며 뮤직 비디오 디렉터는 히로에 케이스케가, 작화 감독은 타카세 마루가 맡았다. 뮤직 비디오는 전편이 《장송의 프리렌》의 오리지널 애니메이션으로 구성되어 있으며 프리렌, 힘멜, 하이터, 아이젠의 용사 파티 등 4명이 여행하는 모습을 담고 있다.

## 수록곡
| #            | 제목         | 작사·작곡    | 재생 시간 |
| ------------ | ------------ | ------------ | --------- |
| 1.           | 〈勇者〉     | Ayase        | 3:14      |
| 총 재생 시간 | 총 재생 시간 | 총 재생 시간 | 3:14      |

## 크레딧
뮤직 비디오에서 인용.
Music
Ayase
Vocal
ikura
Background Chorus English Lyrics
Konnie Aoki
Background Chorus
Imani J Dawson
Ebony Bowens
Mimiko Goldstein
Marrista
Sofia Ray
Shore Cienna
Haley Lewis
Jonas Gen Whitaker
Missy Suzuki
Ivy
Velvet
Emily